# Měrunice
Měrunice település Csehországban, Teplicei járásban. Měrunice Kozly, Lužice, Libčeves, Hrobčice és Skršín településekkel határos. Lakosainak száma 326 fő (2024. január 1.).

## Népesség
A település lakosságának változását az alábbi diagram mutatja:
| Lakosok száma | 719  | 554  | 604  | 399  | 303  | 311  | 317  | 303  | 301  | 326  |
|               | 1869 | 1900 | 1921 | 1961 | 1980 | 2011 | 2016 | 2019 | 2021 | 2024 |